# هدى حمادة
هدى حمادة (5 يناير 1963 -)، ممثلة أردنية تعيش في الكويت.

## عن حياتها
هي الأخت الصغرى للممثلات لمياء وباسمة حمادة. بدأت بالتمثيل بعام 1978 شاركت خلال مسيرتها الفنية بالعديد من الأعمال ما بين المسرح والتلفزيون. توقفت فترة عن التمثيل بالتلفزيون وذلك بعد ارتدائها للحجاب وبررت ذلك بأنها تريد أن تظهر به بصورة مناسبة، إلا إنها بتلك الفترة استمرت بالتمثيل بالأعمال الإذاعية وفي الإنتاج وكتابة النصوص، إلا إنها عادت للتمثيل بعام 2010 في مسلسل حيتان وذئاب.

## من أعمالها

### في التلفزيون
| سنه الإنتاج | اسم المسلسل                        |
| ----------- | ---------------------------------- |
| 1978        | امرأة قالت لا - سهرة تلفزيونية     |
| 1978        | أمي - سهرة تلفزيونية               |
| 1978        | الإبريق المكسور                    |
| 1979        | إنهم يكرهون الحب                   |
| 1979        | الدكتور                            |
| 1979        | مذكرات جحا                         |
| 1980        | الدانة                             |
| 1981        | دنيا الدنانير                      |
| 1983        | مثلث الحب                          |
| 1983        | امرأة ضد الرجال                    |
| 1984        | سيدي الرجل لا                      |
| 1985        | زواج بدون رصيد                     |
| 1989        | 29 سالفة وسالفة                    |
| 1990        | رحلة العجائب                       |
| 1990        | للحياة بقية                        |
| 1990        | الكذب ينفع أحيانا - سهرة تلفزيونية |
| 1992        | الانحراف                           |
| 1996        | أقنعة حقيقية - سهرة تلفزيونية      |
| 1998        | الملف - سهرة تلفزيونية             |
| 1998        | إيقاع مختلف - سهرة تلفزيونية       |
| 2000        | أبناء الغد                         |
| 2010        | حيتان وذئاب                        |

### في المسرح
| سنه الإنتاج | المسرحية        |
| ----------- | --------------- |
| 1979        | 1 2 3 4 بم 2    |
| 1979        | بيت بو صالح     |
| 1983        | الأميرتين       |
| 1983        | بالمشمش         |
| 1984        | الشاطر حسن      |
| 1984        | طماشة           |
| 1985        | محاكمة علي بابا |
| 1986        | البمبرة         |

## روابط خارجية
- هدى حمادة على موقع قاعدة بيانات الأفلام العربية